# Actaea persica
Actaea persica es una especie extinta de crustáceo decápodo de la familia Xanthidae que vivió durante el Mioceno en la actual Irán.